# Trans-Aralspoorlijn

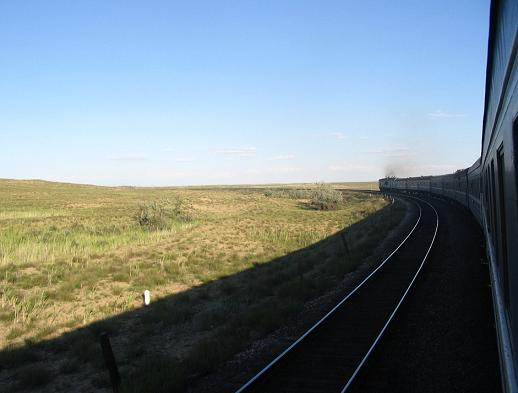
Gezicht vanuit de trein op een deel van de steppe langs de Trans-Aralspoorlijn. Een groot deel van de spoorlijn voert door de uitgestrekte Kazachse Steppe

De Trans-Aralspoorlijn of Tasjkentspoorlijn (Russisch: Ташкентская железная дорога) is een spoorlijn van de Russische stad Orenburg door Kazachstan naar de Oezbeekse hoofdstad Tasjkent. De lijn werd aangelegd in 1906 en vormde gedurende het eerste deel van de 20e eeuw de enige spoorverbinding tussen Europees Rusland en Centraal-Azië.
De eerste plannen voor een spoorverbinding tussen de steden Orenburg en Tasjkent ontstonden in 1874. De eerste aanlegwerkzaamheden startten in het najaar van 1900. De aanleg van de spoorlijn begon gelijktijdig vanaf beide zijden. In januari 1906 was de lijn gereed en ontstond er een verbinding tussen het bestaande Russische spoornetwerk en de Trans-Kaspische spoorlijn.
Tijdens de Russische Burgeroorlog werd de lijn geblokkeerd door Kozakken onder bevel van ataman Doetov. Hierdoor raakte Russisch Turkestan afgesloten van de aanvoer van voedsel en doordat de Russen de bevolking eerder dwongen om katoen te verbouwen in plaats van voedselgewassen, ontstond een enorme hongersnood. Het tijdelijke verlies van de Trans-Aralspoorlijn zorgde er ook voor dat de Tasjkentsovjet werd afgesneden van Moskou en zodoende een tijd lang haar eigen gang kon gaan. Dat leidde tot misstanden als racisme en het Bloedbad van Kokand, waarbij 5.000 tot 14.000 doden vielen. Nadat de spoorverbinding in handen van het Rode Leger kwam, werd de Tasjkentsovjet vervangen door personen die loyaal waren aan Lenin.
De spoorlijn voert door een aantal belangrijke Kazachse steden, zoals Oral (Орал, vroeger Aralsk), Qızılorda, Türkistan (vroeger Hazrat-e Turkestan) en Şımkent. Bij Arıs sluit de lijn aan op de Turkestan-Siberische spoorlijn (Turksib) naar Almaty, oostelijk Kazachstan en Zuid-Siberië.